# Oshikhandass
Oshikhandass è un villaggio del Gilgit-Baltistan, a circa 20 km di distanza dalla città di Gilgit, vicino al villaggio di Gialalabad, lungo il fiume Bagrot.

## Località vicine
- Gialalabad
- Danyor
- Fiume Bagrot